# Françoise Filastre
Françoise Filastre (1645-1680) fue una envenenadora francesa. Fue una de los acusados en el conocido como asunto de los venenos. Su testimonio resultó crucial para implicar a Madame de Montespan en el escándalo.

## Biografía
Françoise Filastre era asociada de La Voisin, proveyendo de afrodisíacos bajo sus órdenes a Madame de Montespan, que se los suministraba a Luis XIV. En 1679, Montespan contrató a La Voisin para asesinar mediante veneno al monarca y a su nueva amante, María Angélica de Fontanges. Cuando sus planes fracasaron como consecuencia del arresto de La Voisin, Montespan contrató a Filastre para que matase a Fontanges. Filastre fue detenida en diciembre de 1679, después de haber solicitado un puesto en la residencia de Fontanges.
En agosto de 1680, tras la ejecución de La Voisin, hechos importantes tales como la relación entre ella y Madame de Montespan, así como el intento de asesinato del rey, fueron revelados por su hija Marguerite Monvoisin, quien el 9 de octubre confesó el sacrificio de niños durante la celebración de misas negras, lo cual fue confirmado al día siguiente por Étienne Guibourg, probando así la veracidad de los testimonios vertidos por Adam Lesage en septiembre y por Filastre en octubre. El 30 de septiembre, Filastre fue condenada a muerte, siendo sometida a tortura el 31 de septiembre y el 1 de octubre, tras lo cual confirmó las declaraciones hechas por Monvoisin y Lesage sobre la relación entre Montespan y La Voisin. Esta confesión fue considerada como la confirmación final que la policía necesitaba para implicar a Madame de Montespan. El 1 de octubre, la policía informó al monarca, quien ese mismo día ordenó el cierre de la investigación.
Filastre se retractó de sus declaraciones posteriormente, siendo ejecutada en la hoguera en 1680.